# Salomos Tempel
Salomos Tempel er betegnelsen for det første jødiske tempel i Jerusalem. Templet blev ifølge Bibelen (1. Kongebog kap. 6-7) opført under kong Salomo i 900-tallet f.Kr. og dannede centrum for den jødiske religion frem til 587 f.Kr, hvor det blev ødelagt af babylonerkongen Nebukadnesar II.
Templet var opført efter Tabernaklets forbillede og blev bygget som et langhus i forbindelse med det kongelige palads i vestsemitisk stil. Det bestod oprindeligt af to rum, en tempelhal på ca. 30 X 10m og en mindre forhal på ca. 11 X 5m. Senere blev de to rum opfattet som tre rum: "forhallen", "det Hellige" og "det Allerhelligste.". I det Allerhelligste stod Pagtens Ark, der ifølge overleveringerne rummede stentavlerne med De 10 bud foruden stod to keruber, der forestillede Guds trone.